# Brasserie de Bretagne
La Brasserie de Bretagne è un birrificio (in passato industria della birra Britt), situato a Trégunc nel dipartimento della Finistère. È membro dell'associazione Produit en Bretagne (prodotto in Bretagna). Nel 2002, riacquista la brasserie Dremmwell.
Nel marzo 2007, la Brasserie de Bretagne ha ricevuto il premio d'eccellenza al Concours général agricole di Parigi. È la prima volta dalla creazione del concorso che un'industria della birra ottiene questa premiazione.

## Storia
L'azienda comincia con una creazione incompiuta nel 1998, con alcuni successi ma anche molte difficoltà (tecniche, finanziarie e commerciali...). Hervé e Jean-François la riacquistano nell'ottobre del 2000. All'alba del nuovo millennio, Hervé e Jean-François si lanciano dunque alla conquista dei bar, dei pubs e dei fest-noz. L'entrata nel 2000 nell'associazione « Produit en Bretagne» (prodotto in Bretagna), dimostra rapidamente i vantaggi del lavoro e dal 2001 nasce la BièresZH, una società di distribuzione, creata con 6 altri fabbricanti di birra bretone. Nel 2003, l'industria della birra diventa membro del Groupement Européen d’Intérêt Economique GBS (Gruppo europeo economico), alto quotato di Chimay, Duvel, Chti, Tuborg. Nel 2004 aderisce alla Brasseurs de France, sindacato che raccoglie oggi il 99% della produzione francese di birre (in volume, include anche i fabbricanti di birra industriali).

## Marche prodotte
- Ar-Men Ambreè, è una birra ad alta fermentazione, ed il suo aroma delicatamente arrostito, senza acidità né amarezza permette un'associazione armoniosa, con il 5,4% di alcool (vol.).
- Ar-Men Blonde, è una birra ad alta fermentazione, leggera ed equilibrata deve la sua scorrevolezza in bocca alla sua composizione armoniosa in malto d'orzo, grano saraceno bretone e luppolo aromatico, con il 5% di alcool (vol.).
- Ar-Men Doreè, è una birra ad alta fermentazione,con una degustazione che attinge la sua forza ed il suo colore nel miscuglio dei malti chiari, il suo aroma nel matrimonio dei luppoli più nobili. Nello stile delle abbazie più famose belghe di birra trappista, con il 7% di alcool (vol.).
- Ar-Men Rousse, è una birra ad alta fermentazione, ed il metodo di mescolanza e la filtrazione permette di liberare tutti i sapori complessi del whisky di malto, in particolare il suo gusto è apprezzato da tutti gli esperti, con il 6% di alcool (vol.).
- Ar-Men Blanche, è una birra delicatamente aromatizzata in spezie, coriandre e pelli d'arancia, questa birra rinfrescante e poco alcolizzata ed è la birra dell'estate per eccellenza, con il 4,8% di alcool (vol.).
- Britt Blanche, è una birra ad alta fermentazione, prodotta a partire da malti di grano e d'orzo, con il 4,8% di alcool (vol.).
- Britt Blonde, è una birra chiara (Melen in bretone) e non pastorizzata. Si produce a partire dal malto d'orzo e di luppoli aromatici. Il grano saraceno gli procura una caratteristica morbida, con il 5% di alcool (vol.).
- Britt Rousse, è una birra prodotta con malto d'orzo torbido (whisky di malto). Gli conferisce note caratteristiche. È una birra non pastorizzata e di doppia fermentazione, con il 5,4% di alcool (vol.).
- Dremmwel Doreè, è una birra che attinge la sua forza ed il suo colore nel miscuglio dei malti chiari ed il suo aroma nel matrimonio dei luppoli più nobili, con il 7% di alcool (vol.).
- Dremmwel Blonde, è una birra leggera e digestiva, prodotta con malti d'orzo e di grano, profumata da luppoli aromatici, leggermente aromatizzati. Né troppo forte, né troppo di carattere, questa birra equilibrata corrisponde ad un buon compromesso, con il 5% di alcool (vol.).
- Dremmwel Rousse, è una birra tipo anglosassone senza troppa amarezza, deve la sua morbidezza ed il suo colore ai diversi tipi di malti utilizzati e particolarmente al malto detto caramella, con il 6% di alcool (vol.).
- Sant Erwann Blonde, è una birra chiara ai sette cereali: orzo, grano, grano saraceno bio, avena bio, segale bio, farro bio, miglio bio, con il 7% di alcool (vol.).
- Sant Patern Ambreè, è una birra ambrata dai malti caramella, aromatizzata da una punta di badiane[5] e chiodo di garofano con forte amarezza, ha il 6% di alcool (vol.).
- Sant Gwenole Blonde, è una birra chiara, dolce con un profumo al luppolo aromatico, ed al malto di caramella ed alle alghe, con il 6% di alcool (vol.).
- Cidre Tarvan, sidro grezzo d'aspetto limpido e di colore giallo d'arancia. Odore netto e franco su aromi al gusto di frutta con note di fermentazione. Molto buona equilibrio tra la sua acidità e la sua amarezza leggera, venduta solo in barili da 20 lt.
- Gwiniz Du Ambreè, grano-nero in bretone. È una birra con il suo aroma delicatamente arrostito, senza acidità né amarezza accurata, permette un'associazione armoniosa, con il 5,4% di alcool (vol.).

## Premi per i prodotti
- La Fourquet d'or (Forchetta d'oro) nel 1999, miglior birra artigianale francese
- La Ar-Men Blonde, ha ricevuto la medaglia d'oro al Concours général agricole di Parigi nel 2003 e la medaglia d'argento nel 2005[6].
- La Ar-Men Rousse, ha ricevuto la medaglia d'argento nel 2007[7].
- La Gwiniz Du ha ricevuto la medaglia d'argento nel 2003 e la medaglia d'oro nel 2006[8].
- La Dremmwell Rousse, ha ricevuto la medaglia d'argento nel 2007[9].
- La Dremmwell Blonde, ha ricevuto la medaglia d'argento nel 2000 nella Categoria numero 37, Belgian-Style Pale Ale con 4 partecipanti[10].
- La Dremmwell Blonde, ha ricevuto la medaglia di bronzo nel 2002, nella Categoria numero 37 Belgian-Style Pale Ale con 6 partecipanti[11].
- La Sant Erwann,  ha ricevuto la medaglia di bronzo alla World beer cup di San Diego (USA) nel 2004